# Ton Smerdel
Ton Smerdel (n. 21 aprilie 1904, Silba⁠(d), Cantonul Zadar, Croația – d. 20 august 1970, Zagreb, Republica Socialistă Croația, RSF Iugoslavia) a fost un filolog clasicist, latinist, traducător, poet, critic literar, scriitor, eseist și profesor universitar croat. 

## Biografie
S-a născut în Silba. După absolvirea liceului de filologie clasică la Split, a urmat studii universitare de filologie clasică și a început să traducă operele unor poeți antici, publicând în deceniul cuprins între 1961 și 1970 opt volume de poezie în limba latină la Zagreb și Skopje.  Acest lucru arată amploarea interesului și talentului său literar. În plus, Smerdel a scris în tinerețe poezii în limba croată, deși nu au atins valoarea celor scrise în limba latină. 
Spre deosebire de poezii pe care le-a scris în întreaga viață, Smerdel a publicat cărți de eseuri în anii războiului, ceea ce a făcut ca ele să fie uitate timp de mulți ani pe rafturile bibliotecilor. Abia al treilea volum din colecția Moștenirea catolică croată a secolului al XX-lea, publicat de Glas Koncila sub îngrijirea lui Božidar Petrač, Ton Smerdel: Duh umjetnosti. Eseji, prir. Vlado Vladić, potrivit intenției de a deschide câteva pagini uitate ale culturii și literaturii croate, arată valoarea  lui Smerdel ca gânditor de inspirație creștină. 
Înainte de război, el a scris la revista Klasje naših ravni și la publicațiile catolice Nedjelju, Hrvatsku prosvjetu, Franjevački vijesnik, Hrvatsku stražu, Narodnu politiku, Novu reviju, Obitelj, Orlovska misao. După război a continuat să scrie studii de filologie clasică și să traducă din marii clasici. În timpul războiului a publicat cărți de eseuri: Susreti s knjigama i piscima (1943), Borba za sklad (1944), Susreti s knjigama i piscima II (1944) și Stvaralačka radost (1945). Manuscrisul studiului în cinci părți Putovi ljepote – eseji o stvaralaštvu (1946) a fost publicat abia în 2009. A scris și publicat eseuri în perioada ciocnirii ideologiilor, fiind adesea critic în special cu privire la bolșevism, care este diferit de „marxismul la modă (de salon)”. 
Cea mai mare parte a activității lui Smerdel a fost dedicată artei și culturii elenistice. În 1952 a publicat traducerea în limba croată a volumului Oda i fragmenata de Pindar. El a tradus din greacă textul imnului olimpic în 1969 și a colaborat la realizarea ediției din 1968 a Bibliei de la Zagreb. 
După război, a publicat în revistele Platon din Atena, Maruliću, Crkvi u svijetu etc. A publicat șapte cărți de poeme în limba latină, ceea ce-l înscrie printre cei mai prolifici poeți neolatini ai lumii.

## Lucrări
(listă incompletă)
- volume de poezii:
  - Drvorezi, 1942. (copertă creată de Slavko Kopač)

- volume editate postum: 
  - Ton Smerdel: Duh umjetnosti. eseuri, ed. Vlado Vladić, 2009.
  - Ton Smerdel: Izabrane pjesme latinske i hrvatske, texte latine alese și traduse de Mato Marčinko, texte croate alese de Božidar Petrač, 2007.[5]